# Afranthidium alternans
Afranthidium alternans is een vliesvleugelig insect uit de familie Megachilidae. De wetenschappelijke naam van de soort is voor het eerst geldig gepubliceerd in 1832 door Klug.